# Ugo Ukah
Ugochukwu Ukah, detto Ugo (Parma, 18 gennaio 1984), è un ex calciatore italiano naturalizzato nigeriano, di ruolo difensore.

## Caratteristiche tecniche
Può giocare come terzino destro o come difensore centrale.

## Carriera

### Club
Cresciuto nelle giovanili del Fiorenzuola e del Parma, approda in prima squadra nel Brescello, all'inizio del campionato di Serie C2 2002-2003. Nel corso della stagione si trasferisce poi alla Reggiana, dove è impiegato nella squadra Berretti; l'estate successiva passa in prestito alla Truentina dell'ex granata Sergio Eberini, in Serie D.
Nell'estate 2004 passa alla Pro Vasto, in Serie C2, insieme al compagno di squadra e connazionale Herry Okoroji. Rientrato a Reggio Emilia, passa al QPR, club inglese di Football League Championship presieduto dall'italiano Gianni Paladini. Nella formazione inglese disputa un'unica partita, la sconfitta per 3-0 sul campo del Coventry, e nel gennaio 2006 viene posto tra i giocatori cedibili. Dopo essere stato sul punto di trasferirsi alla Nuorese nel maggio 2006, nel gennaio successivo si svincola dal QPR e torna in Italia con la maglia del Giulianova, con un contratto di sei mesi; per problemi burocratici può esordire solamente due settimane dopo. Disputa 13 partite, senza poter evitare la retrocessione degli abruzzesi in Serie C2.
Rimasto svincolato, si trasferisce in Polonia al Widzew Łódź, in I liga, dove trova gli italiani Joseph Oshadogan e Stefano Napoleoni. Ottiene la promozione in Ekstraklasa nel campionato 2009-2010; l'anno successivo viene condannato per guida in stato di ebbrezza e sospeso dal club. Nel 2012 viene ceduto al Jagiellonia Białystok. Nel corso della sua militanza viene fatto bersaglio di insulti razzisti da parte dei propri tifosi.
Nel 2014 passa ai serbi del Čukarički, firmando un contratto annuale con opzione per il secondo, e conquista la coppa nazionale. Al termine del campionato non rinnova il contratto, e dal 2015 gioca in Grecia con il Kalloni, in Souper Ligka Ellada.

### Nazionale
Ha disputato un'unica partita con la nazionale nigeriana, il 15 novembre 2011, contro lo Zambia.

## Palmarès

### Club

#### Competizioni nazionali
- Campionato polacco di seconda divisione: 1

Widzew Łódź: 2009-2010
- Coppa di Serbia: 1

Cukaricki: 2014-2015